# 杉山神社 (横浜市保土ケ谷区川島町)
杉山神社（すぎやまじんじゃ）は神奈川県横浜市保土ケ谷区川島町にある神社。川島町の鎮守で、横浜市内唯一かつ旧武蔵国の式内社である「杉山神社」の論社の一つとされる。また、川島杉山神社とも呼称される。

## 祭神
以下の二柱を祭神としている。
- 日本武尊
- 五十猛命

## 由緒・歴史
天文年間（1532年 - 1555年）、北条氏康がこの地に陣を張った際、祠を建てて武運長久を祈ったのが始まりとされる。当社は延長5年（927年）の『延喜式神名帳』において「武蔵国都筑郡唯一の式内社」と記されている、「杉山神社」の論社の一つとなっている。
1844年（弘化元年）2月には社殿が焼失しているが、その後は村民によって再建されている。1873年（明治6年）には村社に指定された。現在の社殿は1955年（昭和30年）5月に造営されたものである。

## 境内社
- 杉山稲荷神社[2]

## 祭事・年中行事
- 新年祭：1月6日[3]
- 例祭：9月19日に近い日曜日	（湯花）
- 七五三祭：11月15日に近い日曜日

## その他
杉山神社は河川沿いにある場合が多いが、当社は陣ヶ下渓谷を流れる市沢川（帷子川支流）沿いの高台に鎮座している。この他、 当社の南西方約100mには妻恋稲荷が鎮座している。
なお当社には神職が常駐しておらず、神奈川区入江にある一之宮社の兼務社となっている。

## 所在地・交通
神奈川県横浜市保土ケ谷区川島町南原896
- 相鉄本線「西谷駅」あるいは「上星川駅」より徒歩約16分
  - バス：西谷駅付近あるいは上星川駅付近より横浜市営バス62系統に乗車、「川島町」バス停下車（徒歩約8分）

## ギャラリー

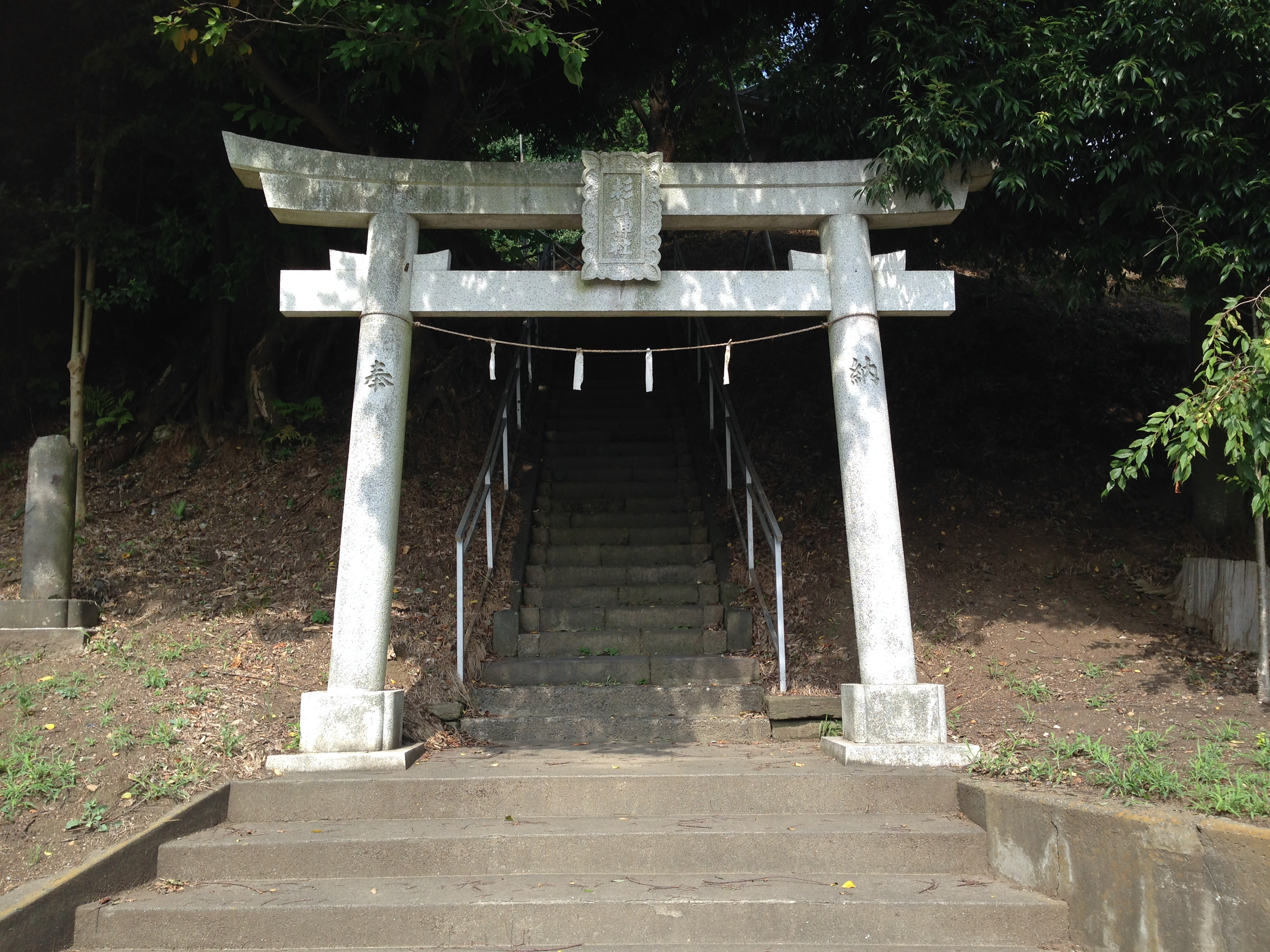
当社の鳥居
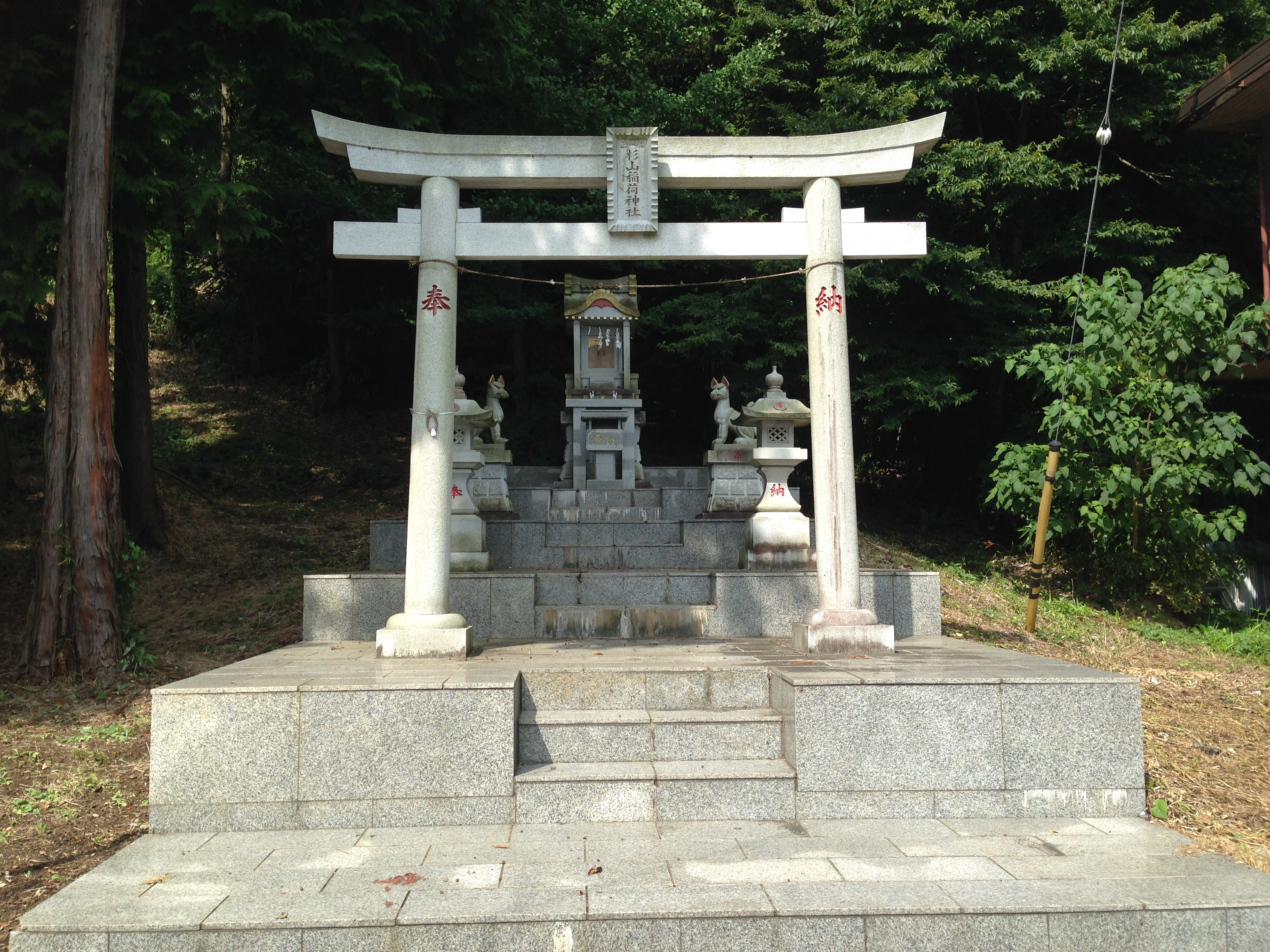
境内社の杉山稲荷神社